# Épidémiologie du paludisme
Pour un article plus général, voir Paludisme.

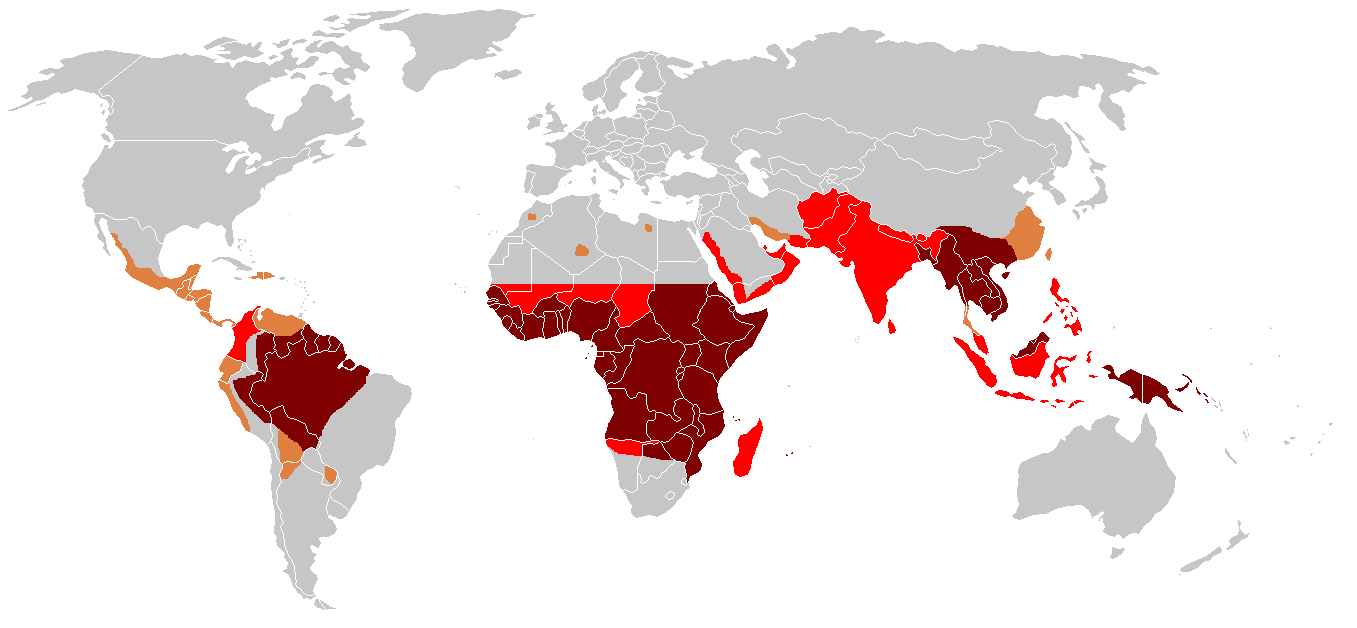
Régions du monde où le paludisme est endémique en 2006.
Prévalence élevée de la chloriquino-résistance ou multi-résistance
Chloriquino-résistance présente
Pas de Plasmodium falciparum ou de chloriquino-résistance
Pas de paludisme

Pour des raisons techniques, il est temporairement impossible d'afficher le graphique qui aurait dû être présenté ici.

Évolution du nombre estimé de morts dues au paludisme dans le monde,.
Dans les années 1990, le paludisme était annuellement la cause de 400 à 900 millions de cas de fièvres, et entre 700 000 et 2,7 millions de morts, soit en moyenne un mort toutes les 30 secondes. En 2012, entre 473 000 et 789 000 personnes sont mortes du paludisme. La grande majorité des victimes sont des enfants de moins de 5 ans,, les femmes enceintes étant aussi particulièrement vulnérables car le placenta constitue une cible où les parasites (Plasmodium falciparum) peuvent s'accumuler. Malgré les efforts entrepris pour réduire la transmission de la maladie et améliorer son traitement, il y a eu peu d'évolution depuis le début des années 1990. La mortalité semble décroître depuis la fin des années 2000 et est estimée à 1,2 million de personnes en 2010.
La co-infection avec le VIH n'accroît pas la mortalité, et pose moins de problème que la co-infection paludisme / tuberculose, les deux maladies s'attaquant habituellement à des tranches d'âge différentes : le paludisme est plus fréquent chez les jeunes tandis que la tuberculose atteint davantage les personnes âgées. Cependant, le paludisme et le VIH contribuent à leur propagation mutuelle : le paludisme accroît la charge virale et l'infection du VIH augmente la probabilité d'une infection de paludisme.
Le paludisme est endémique dans les zones intertropicales dans les Amériques, dans de nombreux endroits d'Asie, et dans la plupart de l'Afrique. C'est toutefois dans l'Afrique sub-saharienne que l'on trouve 85 à 90 % des morts du paludisme. La distribution géographique de la maladie au sein de grandes régions est complexe, et l'on trouve ainsi des zones paludiques et non paludiques proches l'une de l'autre. Dans les régions sèches, les périodes de paludisme peuvent être prédites sans trop d'erreurs en utilisant les cartes de précipitation. À l'opposé de la dengue, le paludisme est davantage présent dans les campagnes que dans les villes. Par exemple, les villes du Viêt Nam, du Laos et du Cambodge sont pratiquement exemptes de paludisme, mais celui-ci reste présent dans les campagnes. En 2016, d'après l'Organisation mondiale de la santé, aucun cas de paludisme n'a été recensé au Sri Lanka durant trois années consécutives ; c'est donc le deuxième pays du Sud-Est asiatique, après les Maldives, à avoir éradiqué le paludisme. La Chine est devenue le 30 juin 2021 le quarantième territoire ayant éradiqué cette maladie. En Afrique en revanche, le paludisme est présent aussi bien dans les zones rurales qu'urbaines, même si le risque est diminué dans les grandes villes. Les niveaux endémiques mondiaux de la maladie n'ont pas été cartographiés depuis les années 1960. Cependant, le Wellcome Trust britannique finance le Malaria Atlas Project afin de rectifier ceci et d'évaluer le poids de cette maladie à l'avenir.
Finalement, le paludisme est la maladie parasitaire la plus répandue dans le monde. Elle est au 1er rang des priorités de l'OMS tant par ses ravages directs que par ses conséquences socio-économiques dont : une improductivité aboutissant à la sous-alimentation et au sous-développement.

## Europe
Jusqu'au XIXe siècle, des épidémies de paludisme pouvaient se produire jusque dans le Nord de l'Europe. La régression du paludisme en Europe est principalement due à l'assèchement des marais et au drainage des zones humides. La disparition du paludisme en France a étonné les chercheurs à tel point qu'on a pu parler à ce propos de disparition spontanée, voire de disparition mystérieuse. Il semblerait que cette disparition ait eu de multiples causes. Dans des régions comme la Sologne par exemple, diverses innovations agronomiques portant notamment sur les pratiques culturales ont pu à cet égard jouer un rôle appréciable en cumulant chacune leur effet. La maladie a commencé à régresser, comme ailleurs en Europe, avant l'utilisation de la quinine, qui fut d'ailleurs employée au début de façon inappropriée, trop tardivement ou en doses trop faibles. L'adoption de la quinine a servi toutefois à accélérer la disparition de la maladie dans les régions où elle était en régression.

### En Grèce
En 2016, le centre grec de contrôle et de prévention des maladies a interdit le don du sang dans 12 communes du pays pour cause de paludisme, après que l'infection eut été considérée comme disparue durant quarante ans.

### En France
En France métropolitaine, la malaria n'a disparu que relativement récemment. La maladie était encore commune au XIXe siècle. Elle était encore présente en 1931 dans le marais poitevin, la Brenne, la plaine d'Alsace, les Flandres, les Landes, en Sologne, en Puisaye, dans le golfe du Morbihan, en Camargue… Durant tout le Moyen Âge et jusqu’aux XVe – XVIe siècles, le paludisme affectait surtout les campagnes ; ce même lorsque bon nombre de cités étaient établies le long des fleuves pour les commodités de transport, et malgré les crues périodiques de ces fleuves dans bien des endroits. La Renaissance vit une recrudescence des fièvres, les guerres de Religion forçant les citadins à s’enfermer dans des murailles entourées de fossés aux eaux croupies. De même à Paris à la fin du XIXe siècle, lors des grands travaux de Haussmann, qui ont occasionné des creusements importants et de longue durée. Les flaques, mares et autres points d'eau croupie perduraient longtemps, engendrant une pullulation d'anophèles au milieu d'une grande concentration d'humains. De plus, un grand nombre d'ouvriers venaient de régions infectées et étaient porteurs du plasmodium.
En 1802, l'épidémie de Pithiviers a motivé par sa gravité l'envoi d’une commission de la Faculté de médecine. Elle était due à une très grosse crue, d'ampleur inhabituelle, qui avait couvert d'eau les prairies avoisinantes pendant plusieurs semaines.
Cette maladie a été éradiquée de Corse en 1973. Inconnu du temps de la présence romaine, le paludisme y fut introduit lors des raids vandales. La Corse connaît sa dernière épidémie de cas non importés à Plasmodium vivax de 1970 à 1973. Fait notable, en 2006 est survenu un cas autochtone de Plasmodium vivax sur l'île. Depuis, la quasi-totalité des cas observés en France sont des paludismes d'importation. Des troupes venant des colonies furent à l'origine des dernières épidémies mentionnées.

#### Disparition du paludisme autochtone
Les facteurs critiques affectant la propagation ou l'éradication de la maladie ont été les changements de comportements humains (méthodes d'agriculture avant tout, déplacements de population, etc.), le niveau de vie (la pauvreté était et reste la principale cause de mortalité) et la densité de la population (plus la densité humaine est grande et plus la densité de moustiques sera grande).
L’usage du quinquina et de la quinine devient courant en seconde moitié du XIXe siècle. P. malariae, qui y est plus sensible, a disparu avant P. vivax. Mais les doses employées sont insuffisantes pour empêcher le développement des hématozoaires chez l'humain.
Autre facteur déterminant : les méthodes d'élevage changent. La stabulation permanente augmente, qui permet de récupérer les fumiers. En 1893, autour de Strasbourg, seules trois ou quatre communes ont encore plus de 12 % de leur superficie utilisable réservée aux pâtures. Les surfaces en prairies naturelles (humides) diminuent au profit des terres labourées (assainies) – ce d'abord dans les régions d'agriculture riche. Le nombre de bêtes augmente, ce qui diminue d'autant les attaques des moustiques sur l'humain.
Un troisième facteur entre en jeu : l'aménagement du territoire, qui comporte plusieurs aspects. Une loi est adoptée en 1821 pour le dessèchement des étangs insalubres. Cette loi a été dans l'ensemble peu suivie ; cependant l'idée était lancée, et les étangs les plus proches des maisons furent les plus nombreux à être comblés (car plus faciles d'accès). Or les moustiques adultes ne se déplacent pas à plus de 300 m de leur point d'origine. Cet assèchement a donc certainement été une cause importante de la régression de la maladie.
Autre aspect de l'aménagement du territoire : l'accroissement du nombre de fossés et leur meilleur entretien, qui permet de mieux drainer les terres.
Dans les Landes et en Sologne la reforestation est un facteur également, les arbres drainant l'eau plus efficacement qu'un couvert végétal moindre.
Le type de charrue change : la brabant double, qui permet un labour à plat, donne des sillons moins hauts (donc moins d'eau stagnante dans le creux des sillons en périodes humides) et permet par ailleurs un labour plus profond (donc un meilleur ressuyage des terres lourdes), commence à se répandre à partir de 1850 en Brie, remplaçant la charrue non réversible et ses dérivées qui donnaient des labours en billons.
La pratique du chaulage se répand également, qui allège les sols lourds et en facilite donc le ressuyage. Le marnage contribue à la résorption des eaux superficielles.
Toutes ces dispositions agronomiques contribuent fortement à réduire les épidémies de paludisme et autres fièvres. Au moment de la Première Guerre mondiale, il ne restait plus que quelques foyers très localisés.
Le paludisme endémique a complètement disparu en France en 1960.
Une quarantaine de personnes en France en vingt ans ont été contaminées dans des aéroports à cause de moustiques qui auraient voyagé dans des avions depuis des zones impaludées.
Sur l'île de La Réunion et la république de Maurice, le paludisme était la première cause de mortalité il y a encore 60 ans. L'éradication de la maladie a été confirmée par l’Organisation mondiale de la santé en 1979.

#### Augmentation du paludisme d'importation
Le paludisme d'importation s'observe principalement chez les voyageurs, migrants et militaires en provenance de pays endémiques. Il fait l'objet d'une surveillance par un réseau d'une centaine d'hôpitaux volontaires bénévoles en lien avec le Centre national de référence (CNR) du paludisme.
Ce paludisme est le reflet de la situation mondiale. Par sa situation, la France fait office de « sentinelle » de ce qui se passe en pays endémiques, principalement l'Afrique subsaharienne. Après une amélioration significative autour de la période 1990-2010, la situation mondiale marque le pas. Selon l'OMS, onze pays ont enregistré une augmentation de cas depuis 2015.
La France métropolitaine est le pays industrialisé qui recense le plus grand nombre de cas de paludisme d'importation, avec près de 5 000 cas annuels. En 2017, 2 721 cas ont été déclarés au CNR du paludisme, soit environ 5 220 cas estimés selon la représentativité du réseau de surveillance, en augmentation de 10,3 % par rapport à 2016.
Toujours en 2017, 82,8 % des cas déclarés l'ont été chez des sujets d'origine africaine, et pour 95 % d'Afrique subsaharienne. Sur un total de 59 pays de contamination, 15 pays représentent 92,4 % des cas déclarés. Les trois premiers sont la Côte d'Ivoire (30 %), le Cameroun (20 %), et la Guinée (plus de 5 %). Parmi ces pays d'Afrique, certains sont en baisse ou en hausse, selon le nombre de voyageurs ou de militaires provenant de zones où le paludisme baisse ou augmente.
Au total, 13 décès ont été déclarés (létalité de 0,48 % sur l'ensemble des cas, et de 3,4 % pour les formes graves). Le non-respect des recommandations de prévention (absence de protection contre les moustiques et de chimioprophylaxie) est à l'origine de la plupart des cas. Un effort d'information supplémentaire est nécessaire envers les sujets originaires d'Afrique qui rendent visite à leurs proches dans leur pays d'origine.
Le migrant, primo-arrivant d'une zone d'endémie, présente rarement un paludisme en raison d'une immunité acquise. Cette immunité disparait en moins de 4 ans en France. Le migrant contracte alors le paludisme lors d'un retour au pays pendant la période des vacances en France, ce qui correspond généralement en Afrique de l'Ouest à la saison des pluies, où la transmission est la plus intense.

## Régions à risques
Après avoir sévi dans la presque totalité du monde habité, le paludisme touche 90 pays (99 pays selon le rapport 2011 de l'OMS), essentiellement les plus pauvres d'Afrique, d'Asie et d'Amérique latine. Dans les années 1950, le paludisme avait été éradiqué de la majeure partie de l'Europe et d'une grande partie de l'Amérique centrale et du sud par des pulvérisations de DDT et l'assèchement des marais.
La dégradation des forêts peut le favoriser ; « une étude réalisée au Pérou en 2006 révèle que le taux de piqûre par les moustiques porteurs de malaria est 278 fois moins élevé dans les forêts intactes que partout ailleurs. ». Dans la zone intertropicale, le risque est encore fortement accru dans les zones de mines d'or et d'orpaillage illégal, notamment au Guyana), ainsi que dans d'autres contextes miniers. Au Guyana, le paludisme touche essentiellement des populations minières au point que des chercheurs ont pu créer un modèle épidémiologique prédictif du paludisme dans le pays, basé sur l'évolution du prix de l'or,qui a été la variable la plus prédictive des cas de paludisme de 2008 à 2014 chez les hommes de 15 à 50 ans et le parasite profite des déplacements d'orpailleurs pour coloniser de nouveaux lieux.
En 2006, l'Europe a connu de très nombreux cas de paludisme d'importation principalement en France (5 267 cas), au Royaume-Uni (1 758 cas) et en Allemagne (566 cas). En France, 558 cas sont des militaires, mais la maladie touche également les touristes : sur cent mille d'entre eux se rendant dans une zone impaludée, trois mille rentrent dans leurs pays infectés par l'une des formes connues de Plasmodium, le reste sont des cas importés par des immigrants.
- L'Afrique est un continent particulièrement touché par le paludisme ; il concerne 95 % des cas importés en France. Le danger est quasi nul en Afrique du Nord mais majeur en Afrique de l'Est, en Afrique subsaharienne et en Afrique équatoriale, tant en zone rurale qu'urbaine.
- En Asie, le paludisme est absent des grandes villes et plutôt rare dans les plaines côtières. Le danger est majeur dans les zones rurales du Cambodge, de l'Indonésie, du Laos, de la Malaisie, des Philippines, de la Thaïlande, de la Birmanie (Myanmar), du Viêt Nam et en Chine dans le Yunnan et à Hainan.
- Dans les Antilles, le paludisme sévit à Haïti et près de la frontière dominicaine.
- En Amérique centrale, il existe quelques micro-zones, mais le risque est relativement faible.
- En Amérique du Sud, le risque est faible dans les grandes villes, mais réel dans les zones rurales en Bolivie, en Colombie, en Équateur, au Pérou et au Venezuela, et majeur dans toute la zone amazonienne.

L'altitude et la température ambiante sont des facteurs importants dans l'impaludation ou non dans une zone.
- Certains anophèles (comme Anopheles gambiae) ne peuvent vivre guère au-delà de 1 000 mètres d'altitude mais d'autres (comme Anopheles funestus) sont parfaitement adaptés pour vivre jusqu'à 2 000 m[38].
- La maturation de Plasmodium à l'intérieur de l'anophèle ne peut s'opérer que dans une fourchette de température ambiante allant de 16 à 35 °C.

## Lutte contre le paludisme par l'OMS
Le programme mondial d'éradication de l'OMS a été précédé par les projets impulsés et dirigés successivement par l'International Health Board, puis par la Fondation Rockefeller à partir de 1915 mais surtout à compter des années 1920. Ces deux organismes, émanations de la volonté philanthropique de John D. Rockefeller avaient déjà l’expérience de campagnes d'éradication de l'ankylostomose et de la fièvre jaune.
Rompant avec le consensus préconisant l’administration massive de quinine associée à des mesures de contrôle des populations de moustiques - notamment par des travaux de drainage -, les chercheurs de la Fondation Rockefeller basent dès 1924 leur stratégie sur la seule éradication des moustiques. Ils disposent alors pour ce faire du Vert de Paris, une substance très toxique, toutefois inefficace sur les moustiques adultes.
L’Italie fut le premier théâtre d'opération à partir de la fin des années 1920, suivi par tous les autres lieux d'intervention de la Fondation dans la région méditerranéenne et les Balkans. En dépit de résultats mitigés, cette ligne de conduite fut adoptée en Inde de 1936 à 1942. Là, associées à d'autres, ces mesures aboutirent à des résultats spectaculaires, mais temporaires : en 1941 la situation est semblable à celle prévalant avant le début de ce programme.
La Seconde Guerre mondiale qui suspendit certains programmes leur donna aussi de l'extension : la Foundation Health Commission fut créée en 1942 pour soutenir les efforts des forces armées soucieuses de protéger leurs soldats sur les zones de front. La mise au point du DDT, à laquelle les équipes de la Fondation participèrent, et la dispersion de cet insecticide à partir d'avions dans la zone inondée à l'ouest de Rome permirent le lancement de campagnes d'éradication de la malaria en Italie dès l'année 1946. Le plus fameux de ces programmes eut lieu en Sardaigne de 1946 à 1951. Basé sur l'utilisation massive du DDT, ce programme aux méthodes et aux conséquences environnementales discutables et discutées, aboutit à l'éradication des moustiques et par voie de conséquence de la maladie, qui y était toutefois déjà tendanciellement sur le déclin.
En 1952, la Fondation Rockefeller mit fin à son programme de santé publique, et donc antipalustre, mais après que l'OMS ait créé (en 1948) un programme visant l'éradication du parasite en 1955 dans le monde hors Afrique sub-saharienne et Madagascar. Les États-Unis, voulant se prémunir contre l'importation du paludisme via l'Amérique du Sud, en furent un acteur majeur ; des considérations politiques — lutte contre le communisme — motivèrent également leur engagement. Après des succès notables (l'Espagne est le premier pays que l'OMS déclara officiellement exempte de paludisme en 1964), le programme rencontre vite des difficultés ; en 1969 la XXIIe Assemblée mondiale entérine ses échecs mais maintient ses objectifs d'éradication mondiale. En 1972 un regroupement de pays décide à Brazzaville d'abandonner l'objectif d'éradication au profit d'un objectif de contrôle. La 31e Assemblée mondiale de l'OMS se rallie à ce changement en 1978 : il ne s'agit plus alors de viser au niveau mondial à l'élimination et à l'éradication du paludisme mais à son contrôle. En 1992 la Conférence ministérielle d'Amsterdam adopte la stratégie mondiale révisée de lutte contre le paludisme. Revue par d'autres instances internationales, cette stratégie est définie en 2001 par l'OMS.
L’OMS abandonne les procédures de certification d'éradication dans les années 1980 et les reprend en 2004.
En 1998 un partenariat RBM (Roll Back Malaria) associe l'OMS, l'Unicef, le PNUD et la Banque mondiale.
En 2007 la fondation Bill et Melinda Gates relance un projet d'éradication mondiale, étudié par une multitude de groupes d'expert, des articles scientifiques et aboutissant à des projets de stratégies de santé publique.
Mais en 2019, la plausibilité d'une éradication mondiale reste débattue. En août, l’OMS fait même savoir que selon ses experts, l’éradication du paludisme n'est pas envisageable dans un avenir proche, et que fixer une date limite pourrait saper les efforts contre la maladie, comme ce fut le cas quand l'OMS s'est fixé ce même objectif 64 ans plus tôt (la non-atteinte de tels objectifs peut fatiguer les donateurs et atténuer la volonté et les engagements politiques, et la date butoir peut insidieusement orienter les efforts là où il est plus facile de « faire du chiffre »). Après 3 ans d'études, un rapport du Groupe consultatif stratégique sur l'éradication du paludisme (SAGme) de l'OMS indique : « Nous ne devons pas préparer le monde à l'échec d'un autre effort d'éradication du paludisme » et recommande de développer de nouveaux outils et approches contre le paludisme, dont en renforçant la couverture sanitaire universelle. La Commission Lancet sur l'éradication du paludisme, qui réunit 26 universitaires du monde entier, souhaite au contraire fixer une date butoir (2050), principalement pour maintenir l'esprit du défi.
On estime que les efforts mondiaux pour combattre et éliminer le paludisme ont sauvé 3,3 millions de vies de 2000 à 2013 en réduisant les taux de mortalité dus à cette maladie de 45 % dans le monde et de 49 % en Afrique. La lutte contre le paludisme fait partie d'une des cibles de l'objectif de développement durable no 3 de l'ONU.
Une étude publiée le 25 décembre 2019 met en avant que certaines populations d’insectes en Afrique ont développé une résistance aux insecticides massivement utilisés sur les moustiquaires. Ils ont démontré que la surexpression d’une protéine nommée SPA2 dans les pattes des moustiques leurs confèrent une résistance aux insecticides contenant des pyréthrinoïdes. Les protéines SPA2 se lient aux pyréthrinoïdes et empêchent la diffusion du composé toxique dans leur organisme. La protéine SPA2 « Sensory appendage protein » fait partie de la famille des protéines chemosensorielles « CSP ». La découverte de l’effet de cette protéine ouvre la voie à la création d’insecticide de 2e génération contenant des inhibiteurs spécifiques à la SPA2. Ceux-ci permettront de continuer la lutte contre la propagation de la maladie.

## Impact socio-économique
Le paludisme est communément associé à la pauvreté, mais il représente aussi une cause majeure de la pauvreté et un frein important au développement économique et humain. La maladie a des effets économiques négatifs dans les régions où elle est répandue. Une comparaison du PIB par habitant en 1995, ajustée par parité à pouvoir d'achat, entre les pays touchés par le paludisme et ceux non touchés, montrait des écarts de 1 à 5 (1 526 USD contre 8,268 USD). De plus, dans les pays où le paludisme est endémique, le PIB pays habitant a cru de 0,4 % par an en moyenne de 1965 à 1990, contre 2,4 % pour les autres pays. Cette corrélation ne montre toutefois pas que la causalité, et la prévalence du paludisme dans ces pays, est aussi en partie due aux capacités économiques réduites pour combattre la maladie.
Le coût économique du paludisme est estimé à 12 milliards USD par an pour l'Afrique seule. Un cas exemplaire est celui de la Zambie. Si le budget que le pays consacrait pour lutter contre cette maladie en 1985 était de 25 000 USD, depuis 2008, grâce à l'aide internationale et au PATH (Program for Appropriate Technology in Health), il est de 33 millions répartis sur une période de neuf ans avec comme premier objectif la fourniture de moustiquaires à toute la population.
Au niveau individuel, l'impact économique inclut les frais de soins et d'hospitalisation, les jours de travail perdus, les jours de présence à l'école perdus, la baisse de productivité due aux dommages cérébraux créés par la maladie ; pour les États, à ces impacts s'ajoutent des baisses d'investissement et du tourisme. Dans certains pays particulièrement touchés par le paludisme, la maladie peut être responsable de 40 % des dépenses publiques de santé, 30 à 50 % des patients admis à l'hôpital, et jusqu'à 50 % des consultations.